# Кеулькут Віктор Григорович
Кеулькут Віктор Григорович (чук. Кэулӄут, рос. Кеулькут Виктор Григорьевич; *15 січня 1929, с. Туманське, Беринговський район, Магаданська область — †9 червня 1963) — перший професійний  чукотський поет.

## Життєпис
Народився в селі Туманська Беринговського району Магаданської області (зараз це територія Чукотського автономного округу), в родині мисливця-оленяра. З 1946 року навчався в Анадирськой школі колгоспних кадрів. Потім став працювати зоотехніком, після служив в армії. З 1954 року працював в газеті «Советкэн Чукотка». У 1962–1963 роках навчався на Вищих літературних курсах Спілки письменників у Москві.
Кеулькут — автор численних віршів чукотською мовою, в тому числі дитячих. У своїх творах він зображував природу Чукотки, життя мисливців та оленярів. Перші вірші Кеулькута (в перекладі російською) були опубліковані в 1955 році в «Літературній газеті». У 1958 році в Магадані вийшла збірка його віршів «Гымнин Чукотка» (Моя Чукотка), а потім, в тому ж році, в Москві вийшла його збірка «Нехай стоїть мороз». У 1963 році в Магадані вийшов його новий збірник віршів «Иле люн'ынкитэвэ» (Дощ не заважає), російське видання вийшло 1966 року. Ще одна збірка, «Тиркык'ымчучьын» (Сонячний промінь) була видана у 1982 році.